# Тишино (Рузский городской округ)
Тишино — деревня в Рузском районе Московской области, входящая в состав сельского поселения Старорузское. Население — 9 жителей на 2006 год. До 2006 года Тишино входило в состав Комлевского сельского округа.
Деревня расположена в центральной части района, на впадающем справа в реку Руза безымянном притоке (народное название Тишинка), примерно в 3 км к югу от Рузы, высота центра деревни над уровнем моря 206 м. Ближайшие населённые пункты — Ватулино в 1 км западнее, Бабаево в 1,5 км на север и Лукино в 2 км на восток.